# Claude de Mesmes
Claude de Mesmes, comte d’Avaux (1595-1650), est un diplomate et homme de lettres français issu d’une ancienne maison en Guyenne. Il devint Surintendant des finances l’année de sa mort.

## Biographie
Membre de la famille de Mesmes, il est le fils d'Antoinette de Grossaine († 1643), Dame d'Avaux, d'Irval, du Breuil et de Vendeville, et de Jean-Jacques de Mesmes (†1642), seigneur de Roissy, conseiller d'Etat (1630) et doyen du Conseil.
Ambassadeur de France auprès de la république de Venise (1627), il fait secourir le duc de Nevers et empêche une querelle avec Urbain VIII. 
En 1634, il effectue une mission diplomatique au Danemark et en Suède. En 1635, il contribue à la conclusion de l’armistice entre le royaume de Suède et la république des Deux Nations avec le traité de Stuhmsdorf, où il fait la connaissance de plusieurs magnats polonais (notamment Rafał Leszczyński, 1579-1636). Le comte d'Avaux conclut pour la France deux traités avec la Suède (1638 et 1641).
De 1643 à 1648, il prend part aux fastidieuses négociations qui débouchent sur les traités de Westphalie, mettant un terme à la guerre de Trente Ans.
De 1644 à 1650, il fait rebâtir par Pierre Le Muet l'hôtel familial d'Avaux à Paris, 71 rue du Temple, dans le Marais. Cet hôtel, qui existe toujours, sous le nom d'hôtel de Saint-Aignan, est occupé par le musée d'Art et d'Histoire du judaïsme.
Après 20 ans de services, les intrigues de son collègue Servien, le font destituer. Exilé dans ses terres, il est rappelé en 1650, devenant surintendant des finances, mais il meurt la même année.

## Œuvres
- Mémoires touchant les négociations du traité de paix à Munster (1674)
- Lettres de d'Avaux et de Servien (1650)
- Exemplum litterarum ad seren. Daniae regem script (1642)